# Cappella di San Regolo
La cappella di San Regolo è un edificio sacro che si trova presso palazzo Massaini a Pienza.

## Storia e descrizione
Il palazzo è un antico castello del XV secolo, ben conservato, probabilmente appartenuto ai Cacciaconti, signori di Montisi. La piccola e semplice cappella dedicata a san Regolo si trova all'ingresso del viale che conduce al castello e conservava la statua di San Regolo attribuita a Domenico di Niccolò dei Cori, databile al 1430-40, oggi al Museo diocesano di Pienza.